# بیبز این توی‌لند
بیبز این توی‌لند (به انگلیسی: Babes in Toyland) گروهٔ موسیقی راک اهل مینیاپولیس، مینه‌سوتا است که در سال ۱۹۸۷ به‌وجود آمد. این گروه توسط وکالیست و گیتارزن کت بیلند با درامر لوری باربرو و نوازندهٔ بیس میشل لئون که در سال ۱۹۹۲ مورین هرمان جایگزین وی شد، به‌وجود آمده بود.
بیبز این توی‌لند قبل از منفعل شدن در سال ۱۹۹۷ و سرانجام منحل‌شدن در سال ۲۰۰۱ سه آلبوم استودیویی منتشر کرد: اسپنکینگ مشین (۱۹۹۰)، و به‌دنبال آن فونتانل (۱۹۹۲) که لحاظ تجاری موفقیت‌آمیز بود و نمسیسترز (۱۹۹۵).
این گروه در سال ۲۰۱۴ باز ایجاد شد و سال بعد آن‌ها برای اولین‌بار پس از یک دهه دوباره به‌طور زنده به اجرا پرداختند. آن‌ها یک تور بین‌المللی را در سال ۲۰۱۵ به پایان رساندند که طی آن نوازندهٔ بیس هرمان اخراج شد و کلارا سالیر جایش را گرفت. این گروه در سال ۲۰۱۷ باری دیگر از هم پاشیده شد.

## اعضا

### ترتیب نهایی
- کت بیلند – خوانندهٔ اصلی، گیتار (۱۹۸۷–۲۰۰۱، ۲۰۱۴–۲۰۱۷)
- لوری باربرو – درام، هم‌خوان (۱۹۸۷–۲۰۰۱, ۲۰۱۴–۲۰۱۷)
- کلارا سالیر – بیس (۲۰۱۵–۲۰۱۷)

### اعضای پیشین
- مورین هرمان – بیس (۱۹۹۲–۱۹۹۶، ۲۰۱۴–۲۰۱۵)[۷]
- جسی فارمر – بیس (۱۹۹۷–۲۰۰۱)
- میشل لئون – بیس (۱۹۸۷–۱۹۹۲)
- سیندی راسل – خوانندهٔ اصلی (۱۹۸۷)[۸]
- کریس هولتز – بیس (۱۹۸۷)[۸]

## ترانه‌شناسی
آلبوم‌های استودیویی
- اسپنکینگ مشین (۱۹۹۰)
- فونتانل (۱۹۹۲)
- نمسیسترز (۱۹۹۵)